# CENG vizsgálat
A CENG vizsgálat (computerizált electronystagmographia) a fül-orr-gégészetben alkalmazott vizsgálati módszer.

## Anatómiai háttér
Alapja a caloricus vestibularis ingerelhetőség. Ez azt jelenti, hogy fiziológiás körülmények között ha a fülbe meleg vizet fecskendeznek, akkor az ingerlésnek megfelelő irányú szemtekerezgés (nystagmus) jelentkezik; míg a hideg víz befecskendezése az ingerlés oldalával ellentétes irányú nystagmust vált ki. Perifériás, tehát a belsőfül vestibularis apparatusába lokalizálódó lézió esetén a caloricus vestibularis ingerelhetőség csökken vagy hiányzik. Míg centralis sérülés esetében normális vagy fokozott is lehet.

## Leírása
A „CENG vizsgálat során a beteg szemei köré elektródákat helyeznek fel, majd caloricus ingerlést végeznek. Az elektródák a caloricus ingerléssel kiváltott szemmozgásokat kísérő elektromos jelenségek regisztrálására alkalmasak. Ugyanis a bulbusok elmozdulása az elektródák között elektromos erőtérváltozást okoz, melynek nagysága a szemek kitérésének a mértékétől, iránya pedig a kitérés irányától függ. Ezen jelek felerősíthetőek elektronikus úton és egy komputer monitorán megjelenve adják az elektronystagmogrammot. A vizsgálat nyitott és csukott szemmel is elvégezhető, aminek jelentőségét az adja, hogy míg a perifériás nystagmust a szem behunyása fokozza, addig a centralis nystagmust csökkenti.”
A vizsgálatot használják egyensúlyzavarok, szédüléses panaszok, többek között a BPPV (benignus paroxismalis vertigo) vizsgálatára, melynek lényege, hogy a hártyás labyrintusban, az utriculusból elszabadult otolith kristályok a fej hirtelen elmozdulására megváltoztatják az endolympha áramlási irányát, így ingerlik a belsőfül vestibularis apparatusának szőrsejtjeit, ami 1-2 percig tartó szédülést, esetleg horizonto-rotatoros nystagmussal kísérve vált ki. Ugyanez kiváltható a Dix-Hallpike manőverrel is, amikor az ágyon ülő beteg fejét hirtelen mozdulattal egyik oldalra 45 fokban elfordítjuk, majd a beteget hirtelen lefektetjük, úgy hogy a vállai legyenek az ágy végénél a 45 fokban elfordított feje pedig az ágyról lelógjon.